# Skivum
Skivum er en landsby i Himmerland med mellem 100 og 150 indbyggere, beliggende 3 km sydøst for Vegger, 10 km vest for Suldrup og 13 km nordøst for Aars. Byen hører til Vesthimmerlands Kommune og ligger i Region Nordjylland. I 1970-2006 hørte byen til Aars Kommune.
Skivum hører til Skivum Sogn. Skivum Kirke ligger i landsbyen. I kirkens våbenhus findes runestenen Skivum-stenen, og på korets sydmur sidder en af de gådefulde skakbrætsten. Landsbyen ligger 2 km sydvest for den fredede Sønderup Ådal.

## Faciliteter
Skivum Forsamlingshus har en stor sal til 80 personer og en lille sal til 40 personer. I 2016 blev der på 1. sal indrettet en sovesal med 10 sengepladser, så huset nu er herberg på den nordjyske Hærvejsrute, der går fra Viborg til Aars, hvorefter den deler sig i to: en gren over Aggersund til Hirtshals og en gren over Aalborg til Frederikshavn. Skivum Beboerforening har også opført 2 sheltere på sportspladsen, der er omdøbt til Aktivitetspladsen efter at der også er anlagt BMX-bane og opsat motionsredskaber.

## Historie
Ottebakken lige vest for landsbyen har været gravplads for høvdinge. Arkæologer har undersøgt hovedgraven på toppen og konstateret 4 andre stormandsgrave. På bakkens nordskråning er der fundet rester af hustomter.

### Landsbyen
I 1901 omtales Skivum således: "Skivum (i Vald. Jordb.: Skithum) med Kirke, Præstegd., Skole, Sparekasse (opr. 13/6 1869...Antal af Konti 297), Mølle
og Købmandsforretn." Det lave målebordsblad fra 1900-tallet viser desuden telefoncentral.
Skivum er i Kong Valdemars Jordebog fra 1231 nævnt som Skithum. Det oldnordiske ord skith betød enten et gærde af tynde kløvede træstammer eller det område, gærdet indhegnede.
Skivum havde præstegård, for Skivum Sogn var hovedsogn, som Giver Sogn var anneks til. De to sogne udgjorde Skivum-Giver sognekommune frem til kommunalreformen i 1970.
I 1906 oprettede beboerne en brugsforening og købte købmandsforretningen, men de opførte en ny brugsbygning i 1910. Landsbyen fik også kro og telefoncentral (oprettet 1913). Da der kom biler, fik brugsen benzintank, og et autoværksted blev oprettet. Efter 1960 har der været to vognmænd, en fragtmand og et radio/TV værksted. Brugsforeningen blev opløst i 1981, og den nærmeste indkøbsmulighed er nu købmanden i Vegger.

### Skoler
Pogeskolen blev oprettet i 1889, og forskolen blev bygget i 1890. Den gamle skole blev revet ned i 1942, hvor man begyndte at bygge en ny hovedskole. Den er i dag privatbolig, og dens gymnastiksal blev til forsamlingshuset.

### Jernbanen
Skivum havde fra 2. oktober 1949 trinbræt på Aalborg-Hvalpsund Jernbane, der gik i Halkær Ådal 1½ km vest for landsbyen. Banen blev nedlagt i 1969.
Naturstyrelsen har anlagt Naturstien Nibe-Hvalpsund, der følger banetracéet mellem Nibe og Havbro undtagen ved Sebbersund samt gennem Vegger og Aars.